# 대한민국 헌법 제107조
대한민국 헌법 제107조는 대한민국 헌법의 조항으로, 총 3항으로 되어있다.

## 조항
①법률이 헌법에 위반되는 여부가 재판의 전제가 된 경우에는 법원은 헌법재판소에 제청하여 그 심판에 의하여 재판한다.
②명령,규칙 또는 처분이 헌법이나 법률에 위반되는 여부가 재판의 전제가 된 경우에는 대법원은 이를 최종적으로 심사할 권한을 가진다.
③재판의 전심절차로서 행정심판을 할 수 있다. 행정심판의 절차는 법률로 정하되, 사법절차가 준용되어야 한다.

## 참고문헌
- 이혜진. (2018). 행정심판제도의 헌법상 의의 ― 헌법 제107조 제3항의 해석과 행정재판권의 이해를 중심으로 ―. 공법연구, 47(1), 269-295.
- 정상수. (2016). 헌법 제107조 제2항의 문제점 및 개정방향 : 행정입법에 대한 규범통제를 중심으로 [석사학위논문, 연세대학교].
- 최선웅. (2016). 행정심판의 헌법상 근거. 행정법연구,(44), 43-69.
- 이부하. (2015). 헌법 제107조 제2항에 대한 헌법 통일적 해석. 동아법학,(67), 63-86.
- 정태호. (2014). 명령?규칙에 대한 규범통제기관 이원화의 부작용과 헌법 제107조 제2항의 개정방향. 헌법재판연구, 1, 39-85.
- 서보국. (2013). 합헌적 집행법률에 근거한 압류처분의 위헌적 결과에 대한 권리구제의 직접근거로서 헌법 제107조 제2항. 행정판례연구, 18(1), 3-28.
- 유진식. (2012). 헌법 제107조 제3항이 규정하고 있는 ‘준사법절차’의 의미. 공법학연구, 13(4), 393-422.
- 이상천. (2010). 헌법 제107조 제1ㆍ2항은 추상적 규범통제를 배척하는 의미인가. 행정법연구,(28), 231-256.
- 이부하. (2004). 헌법 제107조 1항에 있어서 재판의 전제성의 존재요건. 공법연구, 33(1), 425-444.